# Supercoppa delle Fær Øer 2020
La 14ª edizione della Supercoppa delle Fær Øer si è svolta il 3 marzo 2020 al Tórsvøllur di Tórshavn tra il KÍ Klaksvík, vincitore della Formuladeildin 2019, e l'HB Tórshavn, vincitore della coppa nazionale.
Il KÍ Klaksvík ha conquistato il trofeo per la prima volta nella sua storia.

## Tabellino
| Arbitro: | Mohr |

|                                              |                      |                                                |
| Midtskogen 68’                               | Marcatori            | 54’ Justinussen                                |
| Andreasen Danielsen Bjartalíð Došljak Hyseni | Tiri di rigore 5 – 4 | Johansen Petersen Joensen Tshiembe Justinussen |